# William Klein
William Klein (Nueva York, 19 de abril de 1926-París, 10 de septiembre de 2022) fue un fotógrafo y director de cine estadounidense. Aunque nació en Nueva York y fue educado en el City College de esa ciudad, la actividad de Klein se desarrolló principalmente en Francia. Había dirigido un gran número de largometrajes, incluyendo el filme de 1966 Qui êtes-vous, Polly Maggoo ? y la sátira antiestadounidense Mr. Freedom. La fotografía de Klein ganó el Premio Nadar en 1956. Seis años antes se había casado con Jeanne Florian.

## Biografía
William Klein nació y se crio en Estados Unidos, hijo de inmigrantes judíos europeos de origen humilde. En 1947, estando en el ejército, viajó por primera vez a París y desde entonces vivía y trabajaba en esta ciudad, de la que se enamoró. En 1948 se matrículó en la Universidad de la Sorbona, donde fue alumno de Fernand Léger, entre otros.
Sus trabajos más conocidos giran en torno a la moda y la fotografía callejera, de la cual era considerado uno de los creadores y maestros.

## Premios
- En 1967 se le concedió el Premio Jean Vigo de largometraje por Qui êtes-vous, Polly Maggoo ?.
- En 1988 le dieron el premio de cultura de la asociación alemana de fotografía.
- En 1990 recibió el Premio internacional de la fundación Hasselblad.
- En 2005 recibió el premio PhotoEspaña

## Libros de fotografía
- 1956. Life Is Good & Good for You in New York: Trance witness revels, Éditions su Seul, París.
- 1959. Rome: the City and its People, Feltrinelli, Milán.
- 1964. Tokyo, Zokeisha Publications, Tokio.
- 1964. Moscow, Zokeisha Publications, Tokio.
- 1989. Close up, Thames and Hudson, Londres, Nueva York y París. KLEIN, W. (1990). Torino ‘90, Federico Motta, Milán.
- 1994. In and Out of Fashion, Random House, Nueva York y Londres.

## Filmografía
- Broadway by Light (1958)
- Cassius, le grand (1964)
- Qui êtes-vous, Polly Maggoo? (1966)
- Loin du Vietnam (1967)
- Grands Soirs & Petits Matins (1968)
- Mr. Freedom (1969)
- Muhammed Ali, The Greatest (1969)
- Festival Pan-africain d'Alger (1969)
- Eldridge Cleaver (1970)
- Le couple témoin (1977)
- Hollywood, California: A loser's opera (1977)
- The Little Richard story (1980)
- The French (1982)
- Contacts (1983)
- Ralentis (1983)
- Mode in France (1984)
- Babilée '91 (1989)
- The King of Ads, Part 2 (1992)
- In and Out of Fashion (1993)
- Messiah (1998)